# Панихины
 Панихины  — деревня в Шабалинском районе Кировской области. Входит в состав Гостовского сельского поселения.

## Название
В 1873 году — починок Мишалевский. В 1926 году всесоюзной переписью населения зафиксировано как деревня Панихины или Петровка, Новый Путь, Высокополье, Мишалевский 1-й. К 1950 году закрепилось название Панихины.

## География
Деревня находится в западной части Кировской области, в пределах Волжско-Ветлужской равнины, в подзоне южной тайги, у реки [Чернушка, на расстоянии приблизительно 16 километров (по прямой) на запад-северо-запад от Ленинского, административного центра района.

### Климат
Климат характеризуется как континентальный, с продолжительной холодной снежной зимой и умеренно тёплым коротким летом. Среднегодовая температура — 1,6 °C. Средняя температура воздуха самого холодного месяца (января) составляет −13,8 °C; самого тёплого месяца (июля) — 17,5 °C . Безморозный период длится 89 дней. Годовое количество атмосферных осадков — 721 мм, из которых 454 мм выпадает в тёплый период.

## История
Известна с 1873 года как починок Мишалевский при чистом болоте (Панихины), где было дворов 15 и жителей 101.

## Население
| 2010 |
| ---- |
| 23   |

### Историческая численность населения
Постоянное население составляло в 1873 году — 101, в 1905—272, в 1926—295, в 1950—175, в 1989 — 54 жителя, в 2002 году — 54 человека (русские 98 %), в 2010 — 23.

## Инфраструктура
Личное подсобное хозяйство с зоной сельскохозяйственного использования, индивидуальная застройка усадебного типа. В 1873 году — 15 дворов, в 1905 — 34, в 1926 — 51, в 1950 — 55.

## Транспорт
Автобусное сообщение с райцентром. Остановка общественного транспорта «Панихины».